# Спестяване
Спестяването е доход, който не е изхарчен или това е начин за отложено потребление.
Методите за спестяване включват заделяне на парите настрана, например, депозитна сметка, пенсионна сметка, инвестиционен фонд, или като парични средства. Спестяването също така включва намаляване на повтарящитe се разходи.
|  | Тази страница частично или изцяло представлява превод на страницата Saving в Уикипедия на английски. Оригиналният текст, както и този превод, са защитени от Лиценза „Криейтив Комънс – Признание – Споделяне на споделеното“, а за съдържание, създадено преди юни 2009 година – от Лиценза за свободна документация на ГНУ. Прегледайте историята на редакциите на оригиналната страница, както и на преводната страница, за да видите списъка на съавторите. ВАЖНО: Този шаблон се отнася единствено до авторските права върху съдържанието на статията. Добавянето му не отменя изискването да се посочват конкретни източници на твърденията, които да бъдат благонадеждни. |